# 코하루노 사요
코하루노 사요(일본어: 小春乃 さよ こはるの さよ[*], 5월 1일 - )는 다카라즈카 가극단 소라구미 소속 여역이다.
시가현 쿠사츠시 출신, 현립쿠사츠고등학교 출신이다. 키 164cm, 애칭은 "오사요(おさよ)", "코하나(こはな)"이다.

## 약력
2010년, 다카라즈카 음악학교에 입학.
2012년, 다카라즈카 가극단 98기생로 차석입단. 소라구미 「화려한 나날 / 크라이 맥스」로 초무대
2013년, 구미마와리를 거치고 소라구미 배속

## 주요 무대
| 기간 (월)       | 소속 | 제목                                             | 공연장                                 | 배역                                                  | 비고                                      |
| --------------- | ---- | ------------------------------------------------ | -------------------------------------- | ----------------------------------------------------- | ----------------------------------------- |
| 2012년          |      |                                                  |                                        |                                                       |                                           |
| 4 - 5           | 소라 | 화려한 나날                                      | 다카라즈카 대극장                      |                                                       | 초무대                                    |
| 4 - 5           | 소라 | 크라이 맥스 -Cry max-                            | 다카라즈카 대극장                      |                                                       | 초무대                                    |
| 8 - 11          | 소라 | 은하영웅전설@TAKARAZUKA                          | 다카라즈카 대극장 도쿄 다카라즈카 극장 |                                                       | 구미마와리                                |
| 2013년          |      |                                                  |                                        |                                                       |                                           |
| 3 - 6           | 소라 | 몬테크리스토백작                                 | 다카라즈카 대극장 도쿄 다카라즈카 극장 |                                                       |                                           |
| 3 - 6           | 소라 | Amour de 99!!-99년의 사랑-                       | 다카라즈카 대극장 도쿄 다카라즈카 극장 |                                                       |                                           |
| 7 - 8           | 소라 | 덧없는 사랑                                      | 전국투어                               | 그레타 / 바라크 부인 / 카게소로                       |                                           |
| 7 - 8           | 소라 | Amour de 99!!-99년의 사랑-                       | 전국투어                               |                                                       |                                           |
| 9 - 12          | 소라 | 바람과 함께 사라지다                             | 다카라즈카 대극장 도쿄 다카라즈카 극장 | 파니 (신인공연)                                       | 본역 : 스미레노 레이                      |
| 2014년          |      |                                                  |                                        |                                                       |                                           |
| 2 - 3           | 소라 | 날개있는 사람들 -브람스와 클라라 슈만-           | 드라마시티 일본청년관                  |                                                       |                                           |
| 5 - 7           | 소라 | 베르사이유의 장미 -오스칼편-                     | 다카라즈카 대극장 도쿄 다카라즈카 극장 | 5녀 (신인공연) / 소공녀 (신인공연)                    | 본역 : 아야카 마리 / 본역 : 세토하나 마리 |
| 8 - 9           | 소라 | 베르사이유의 장미 -페르젠과 마리 앙투아네트편-   | 전국투어                               | 마리 테레즈                                           |                                           |
| 11 - 2015년 2월 | 소라 | 백야의 맹세 -구스타프 3세, 자랑스러운 왕의 전쟁- | 다카라즈카 대극장 도쿄 다카라즈카 극장 | 소년시기 안카스트렘 (신인공연)                        | 본역 : 하나비시 리즈                      |
| 11 - 2015년 2월 | 소라 | PHOENIX 다카라즈카! -되살아나는 사랑-            | 다카라즈카 대극장 도쿄 다카라즈카 극장 |                                                       |                                           |
| 2015년          |      |                                                  |                                        |                                                       |                                           |
| 4               | 소라 | New Wave! -소라-                                 | 바우홀                                 |                                                       |                                           |
| 6 - 8           | 소라 | 왕가에 바치는 노래                               | 다카라즈카 대극장 도쿄 다카라즈카 극장 | 죄수 이블릴 여관 와헤드 (신인공연)                    | 본역 : 준야 치토세                        |
| 10              | 소라 | 상속인의 초상                                    | 바우홀                                 | 메이벨                                                |                                           |
| 2016년          |      |                                                  |                                        |                                                       |                                           |
| 1 - 3           | 소라 | Shakespeare ~하늘에 가득 차면, 끝없는 말씨~      | 다카라즈카 대극장 도쿄 다카라즈카 극장 | 헨리 콘델 (신인공연)                                  | 본역 : 준야 치토세                        |
| 1 - 3           | 소라 | HOT EYES!!                                       | 다카라즈카 대극장 도쿄 다카라즈카 극장 |                                                       |                                           |
| 5               | 소라 | 왕가에 바치는 노래                               | 하카타좌                               | 죄수 이블릴                                           |                                           |
| 6               | 소라 | Bow Singing Workshop ~소라~                      | 바우홀                                 |                                                       |                                           |
| 7 - 10          | 소라 | 엘리자베트 -사랑와 죽음의 론도-                  | 다카라즈카 대극장 도쿄 다카라즈카 극장 | 여관 리히텐슈타인 백작부인 (신인공연)                 | 본역 : 아야카 마리                        |
| 11 - 12         | 소라 | 쌍두 독수리                                      | 바우홀 KAAT카나가와예술극장            | 파파라치                                              |                                           |
| 2017년          |      |                                                  |                                        |                                                       |                                           |
| 2 - 4           | 소라 | 왕비의 관 -Château de la Reine-                  | 다카라즈카 대극장 도쿄 다카라즈카 극장 | 하야미 리츠코 (신인공연)                              | 본역 : 준야 치토세                        |
| 2 - 4           | 소라 | VIVA! FESTA!                                     | 다카라즈카 대극장 도쿄 다카라즈카 극장 |                                                       |                                           |
| 8 - 11          | 소라 | 신들의 토지 ~로마노프들의 황혼~                  | 다카라즈카 대극장 도쿄 다카라즈카 극장 | 귀부인 이즈마이로와 / 손님 황후 알렉산드라 (신인공연) | 본역 : 린죠 키라                          |
| 8 - 11          | 소라 | 클래식 비쥬                                      | 다카라즈카 대극장 도쿄 다카라즈카 극장 |                                                       |                                           |
| 2018년          |      |                                                  |                                        |                                                       |                                           |
| 1               | 소라 | WEST SIDE STORY                                  | 도쿄국제포럼                           | 테레시타                                              |                                           |
| 3 - 6           | 소라 | 하늘은 붉은 강가                                 | 다카라즈카 대극장 도쿄 다카라즈카 극장 | 공주 하토호르 (신인공연)                              | 본역 : 미카제 마이라                      |
| 3 - 6           | 소라 | 시트러스의 바람 -Sunrise-                        | 다카라즈카 대극장 도쿄 다카라즈카 극장 |                                                       |                                           |
| 7 - 8           | 소라 | WEST SIDE STORY                                  | 우메다예술극장                         | 콘스에로                                              |                                           |
| 10 - 12         | 소라 | 백로의 성                                        | 다카라즈카 대극장 도쿄 다카라즈카 극장 |                                                       |                                           |
| 10 - 12         | 소라 | 이인들의 르네상스                                | 다카라즈카 대극장 도쿄 다카라즈카 극장 | 로잔나 (신인공연)                                     | 본역 : 미카제 마이라                      |
| 2019년          |      |                                                  |                                        |                                                       |                                           |
| 2               | 소라 | 검은 눈동자                                      | 하카타좌                               | 나탈리아                                              |                                           |
| 2               | 소라 | VIVA! FESTA! in HAKATA                           | 하카타좌                               |                                                       |                                           |
| 4 - 7           | 소라 | 오션스 11                                        | 다카라즈카 대극장 도쿄 다카라즈카 극장 | 기자                                                  |                                           |
| 9               | 소라 | 릿츠 호텔만큼 큰 다이아몬드                      | 바우홀                                 | 데이지                                                |                                           |
| 11 - 2020년 2월 | 소라 | El Japón -이스파니아의 사무라이-                 | 다카라즈카 대극장 도쿄 다카라즈카 극장 | 토라                                                  | 첫 에트와르                               |
| 11 - 2020년 2월 | 소라 | aquavitae!!                                      | 다카라즈카 대극장 도쿄 다카라즈카 극장 |                                                       | 첫 에트와르                               |
| 2020년          |      |                                                  |                                        |                                                       |                                           |
| 8               | 소라 | 장려제 (壮麗帝)                                  | 드라마시티                             | 여관 마리얌                                           |                                           |
| 11 - 2021년 2월 | 소라 | 아나스타시아                                     | 다카라즈카 대극장 도쿄 다카라즈카 극장 | 그레고리 백작부인                                     |                                           |
| 2021년          |      |                                                  |                                        |                                                       |                                           |
| 4               | 소라 | Hotel Svizra House                               | Brillia HALL                           | 에바 휴즈                                             |                                           |
| 6 - 9           | 소라 | 셜록 홈즈 -The Game Is Afoot!-                   | 다카라즈카 대극장 도쿄 다카라즈카 극장 | 아리스 터너                                           |                                           |
| 6 - 9           | 소라 | Délicieux -감미로운 파리-                        | 다카라즈카 대극장 도쿄 다카라즈카 극장 |                                                       |                                           |
| 11 - 12         | 소라 | 바론의 후예                                      | 전국투어                               | 미세스 서티즈                                         | 에트와르                                  |
| 11 - 12         | 소라 | 아쿠아비테!!                                     | 전국투어                               |                                                       | 에트와르                                  |
| 2022년          |      |                                                  |                                        |                                                       |                                           |
| 2 - 5           | 소라 | NEVER SAY GOODBYE                                | 다카라즈카 대극장 도쿄 다카라즈카 극장 | 베티 / 이자벨라                                       |                                           |

## 출연 이벤트
- 2014년 4월, 다카라즈카 가극 100주년 꿈의 제전 『시간을 연주하는 제비꽃들』 (코러스)
- 2017년 6 - 7월, 『다카라즈카 파리제2017』
- 2019년 7월, 『다카라즈카 파리제2019』